# Varinder Singh
Varinder Singh   () fou un jugador d'hoquei sobre herba indi, guanyador d'una medalla olímpica.
El 1972 va prendre part en els Jocs Olímpics d'Estiu de Munic, on va guanyar la medalla de bronze en la competició d'hoquei sobre herba. Quatre anys més tard, als Jocs de Montreal, fou setè en la mateixa competició.
En el seu palmarès també destaquen dues medalles en la Copa del Món, de plata el 1973 i d'or el 1975, així com dues medalles de plata en els Jocs Asiàtics de 1974 i 1978.
A nivell nacional va jugar a l'equip de l'Indian Railways, on també va treballar com a funcionari de l'empresa. Posteriorment va treballar per al Departament d'Esports del Punjab. El 2007 fou guardonat amb el Premi Dhyan Chand per la seva trajectòria en l'esport.